# Bupalo (Zambia)
Bupalo è un ward dello Zambia, parte della Provincia di Copperbelt e del Distretto di Chingola.